# 贺学君
贺学君（1945年—），女，浙江宁波人，中国民俗学家，中国社会科学院文学研究所研究员，曾任中国民俗学会副秘书长、副理事长。